# Malik Parsons
Malik Parsons (* 17. August 1999 in San Diego) ist ein US-amerikanischer Basketballspieler.

## Laufbahn
Parsons spielte in seinem Heimatland für drei Hochschulmannschaft: Wenatchee Valley College (2018 bis 2020) im Bundesstaat Washington, Chaminade University (2020/21) auf Hawaii und Northwestern Oklahoma State University (2021 bis 2023). Mit einem Mittelwert von 24,8 Punkten je Begegnung war er in der Saison 2022/23 der zweitbeste Korbschütze der zweiten Division des Hochschulverbands NCAA.
Der erste Verein im Berufsbasketball des insbesondere seine Schnelligkeit auszeichnenden US-Amerikaners wurden die Bakken Bears aus Dänemark, die ihn während der Sommerpause 2023 verpflichteten. Mit der Mannschaft aus Aarhus wurde Parsons 2024 dänischer Meister und Sieger des europäischen Wettbewerbs ENBL.
Im Sommer 2024 wechselte Parsons nach Deutschland zum Bundesliga-Rückkehrer Skyliners Frankfurt. Er erzielte für die Frankfurter in der Bundesliga-Spielzeit 2024/25 einen Punktemittelwert von 16,3. Er nahm in der Sommerpause 2025 ein Angebot von Bursaspor aus der Türkei an.